# WiFi4EU
WiFi4EU est une initiative européenne permettant d'installer des zones de wifi dans les lieux publics des communes de l'Union via un coupon d'une valeur de 15 000 euros.

## Contexte et mise en place
Le programme Wifi4EU s'inscrit dans la stratégie numérique pour l’Europe, prolongement de la stratégie de Lisbonne, et visant à améliorer l’accès aux biens et services numériques dans toute l’Europe pour les consommateurs et les entreprises, mettre en place un environnement propice au développement des réseaux et services numériques et maximiser le potentiel de croissance de l’économie numérique. En septembre 2016, le président de la commission européenne Jean-Claude Juncker, déclare vouloir un accès Wifi haut débit gratuit dans « chaque village et chaque ville d’Europe d’ici à 2020 ». Carlos Zorrinho, eurodéputé S&D, est auteur du rapport sur le WiFi4EU et Anne Sander est désignée rapporteur pour le Groupe PPE sur le sujet,. Le projet est par la suite adopté le 12 septembre 2017, la veille de l'annuel Discours sur l’état de l’Union.
La commission est contrainte de reporter le premier appel à candidatures en raison d'une erreur technique, le 14 juin 2018.

## Fonctionnement
Doté d'une enveloppe de 120 millions d'euro, le programme fonctionne sur la base du premier arrivé, premier servi. Les communes membres de l'Union européenne, ainsi que de la Norvège et de l'Islande et, nonobstant le brexit, du Royaume-Uni peuvent en faire la demande.